# Fontaine des quatre vallées
La fontaine des quatre vallées ou fontaine Duvignau est une fontaine située dans la commune de Tarbes, département français des Hautes-Pyrénées.

## Localisation
La fontaine est située sur la place Marcadieu dans le quartier du centre-ville (Tarbes-2), à l'est de la halle métallique (halle Marcadieu), sur un emmarchement de granite sur un soubassement de marbre gris clair, de plan carré, aux angles tréflés, animé de légères courbes.

## Description
La fontaine des quatre vallées à une forme pyramidale haute de 14 mètres qui doit se lire du haut vers le bas : elle évoque en effet les sources pyrénéennes qui donnent naissance aux Nestes et cours d'eau pour irriguer les principales vallées qui ouvrent sur la plaine de Tarbes.
Au sommet du premier groupe sculpté par Jean Escoula, se tient  l'Aurore, en bronze, avec à ses côtés un isard bondissant. L'Aurore est représentée en jeune nymphe s'apprêtant, dans l'élan de la marche, à jeter des fleurs autour d'elle.
En dessous, l'Aurore, est porté par une pyramide rocheuse en pierre calcaire où s'agrippent des figures d'hommes et de femmes nus, sculptés par Edmond Desca symbolisant les torrents de l'Adour, l'Arros, la Neste, le Bastan, le Gave et  l'Échez.
Sous ce groupe sculpté, se succèdent deux bassins circulaires en marbre gris, au diamètre croissant, reliés par une pile rocheuse. Le premier bassin, ourlé de concrétions, réceptionne l'eau des jarres et la redistribue en laissant tomber son trop-plein dans le bassin inférieur.
Sur les faces de la pile centrale, se tiennent, en bronze, les trois animaux symboles des montagnes ; aigle, ours, loup (par Desca).

## Historique
Œuvre commandée en mars 1893 à la suite du legs fait à la ville de Tarbes par Mme Duvignau (héritière de son frère Bouzigues, maire de Tarbes) qui demandait que deux jets d'eau soient créés place Marcadieu et terminée en mars 1896, sous le mandat du maire F. Adam.
Conçue et dessinée par l'architecte Louis Caddau, la fontaine Duvignau dite fontaine des quatre vallées a réuni les talents de trois sculpteurs :
- Edmond Desca a réalisé la composition du monument (enrochements et bassins),
- Jean Escoula a sculpté les statues de l'Aurore et de la vallée de Bagnères,
- Louis Mathet les statues de l'Aure, d'Argelès et de Tarbes.

Dans le musée Salies on peut admirer l'étude en plâtre de la partie des "Torrents", médaille d'or à l'exposition universelle de 1900.
Sur cette même place Marcadieu on trouvera aussi en partie est commanditée au même moment la fontaine nommée « les Sources de l'Amour ».
La fontaine Duvignau-Bousigues située place Marcadieu est inscrit au titre des Monuments historiques par arrêté du 14 septembre 2023

## Galerie d'images

Sélection de vues quatre points cardinaux.
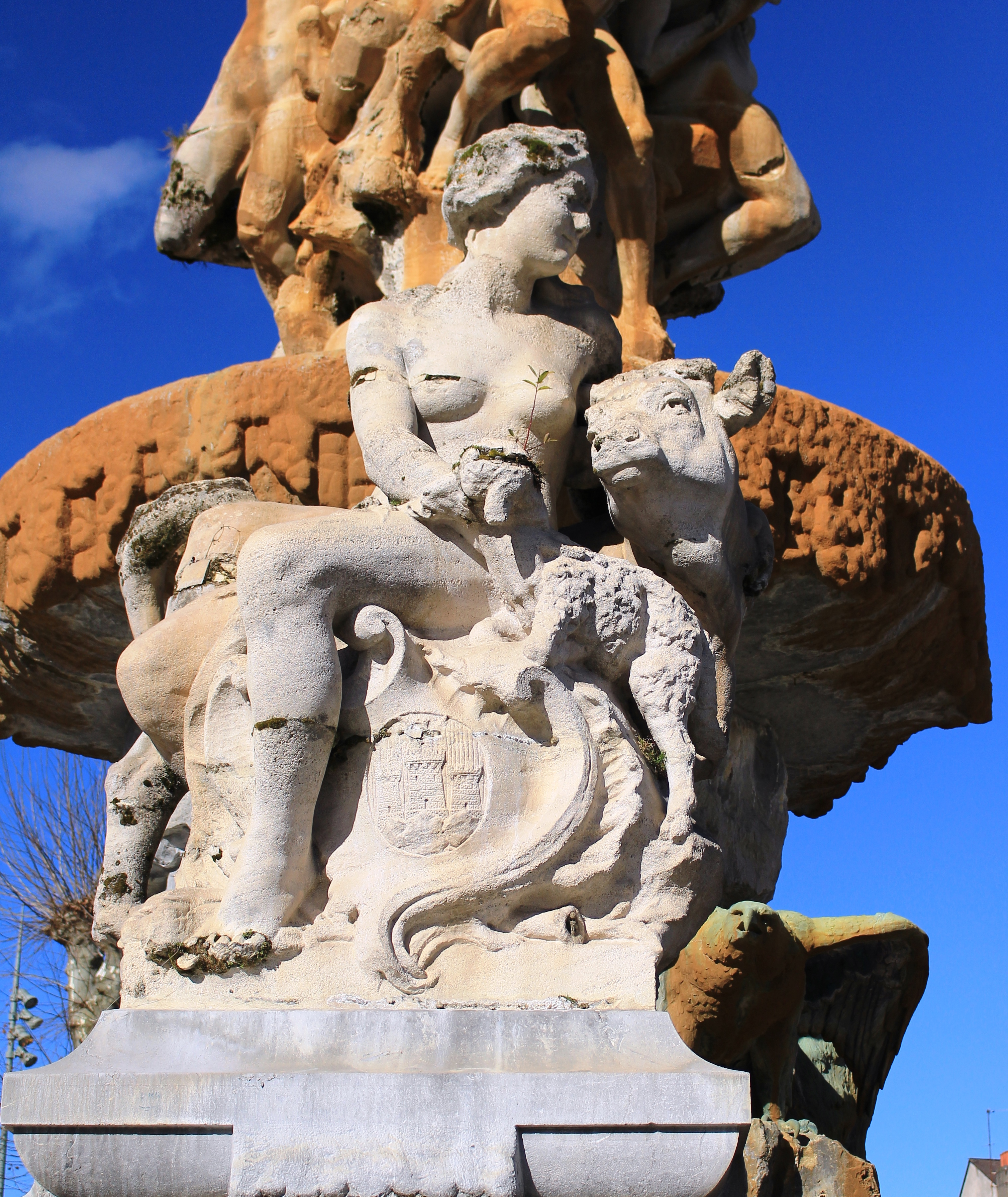
Aure.
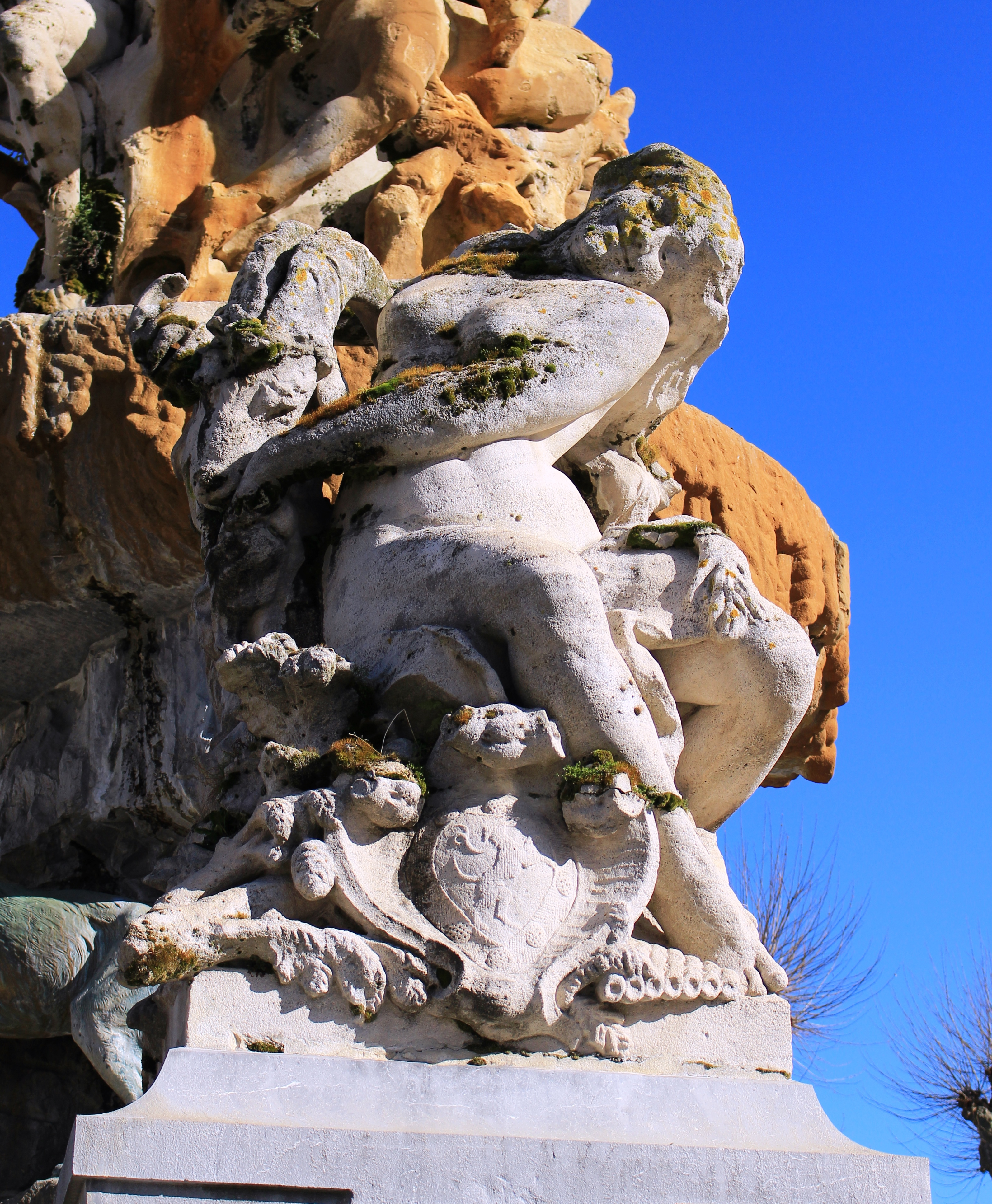
Argelès.
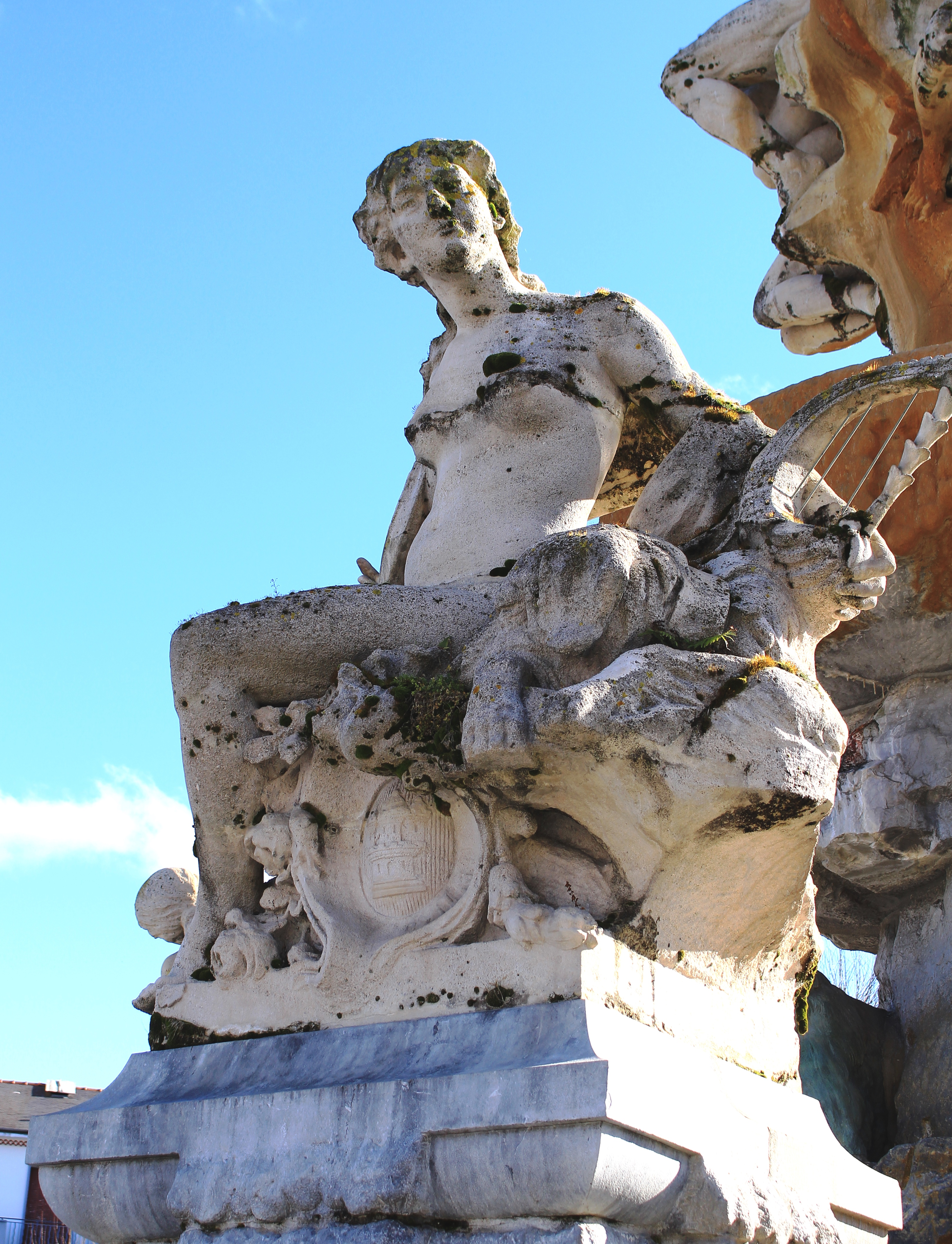
Bagnères.
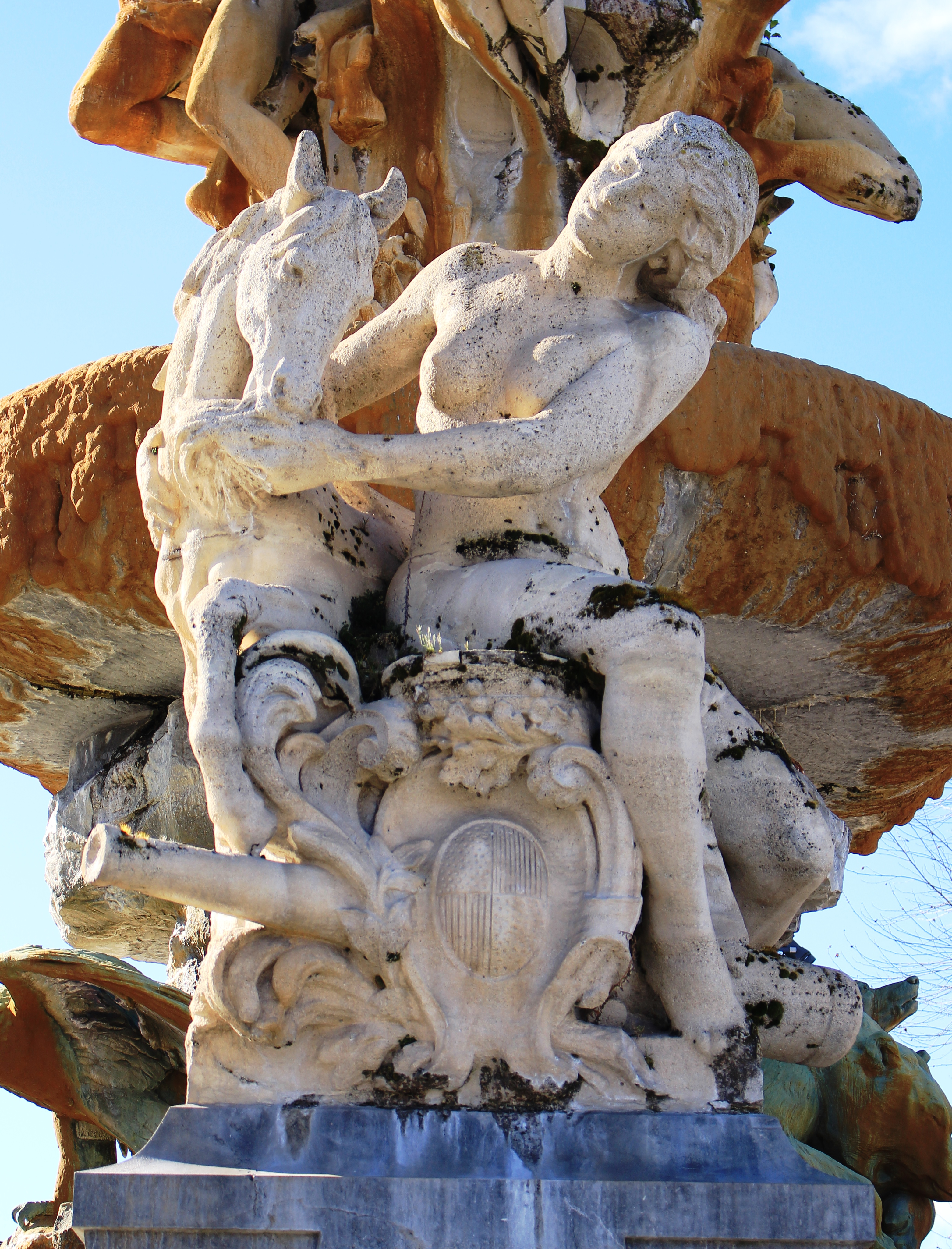
Tarbes.

Aux quatre points cardinaux figurent quatre groupes sculptés qui symbolisent :
- la plaine de Tarbes avec le cheval et le canon,
- la vallée de Bagnères, avec la lyre des poètes,
- la vallée d'Aure avec le mouton et le bœuf,
- la vallée d'Argelès avec le bouquetin des hautes montagnes.

Sélection de vues de la fontaine.
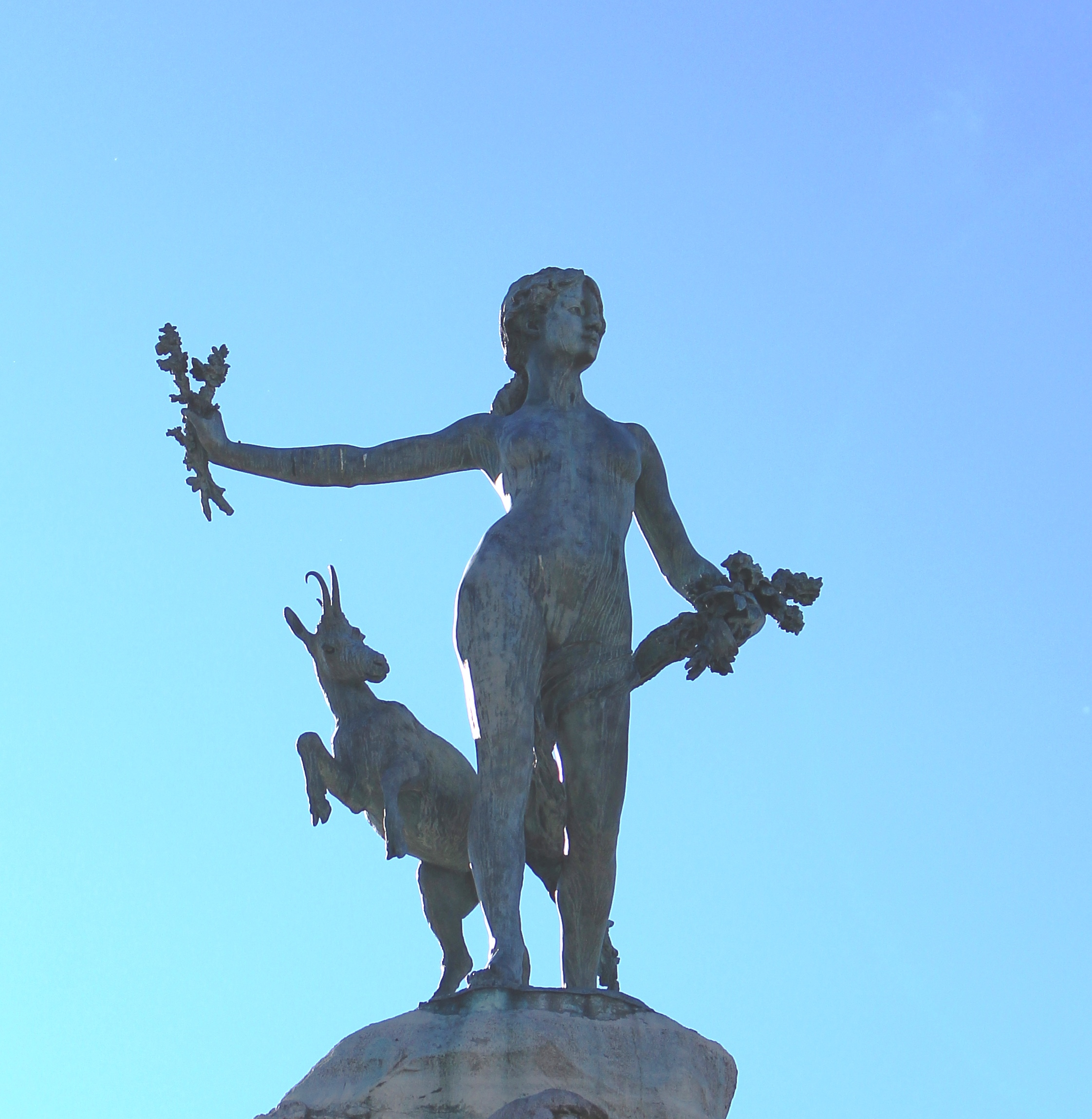
L'Aurore.
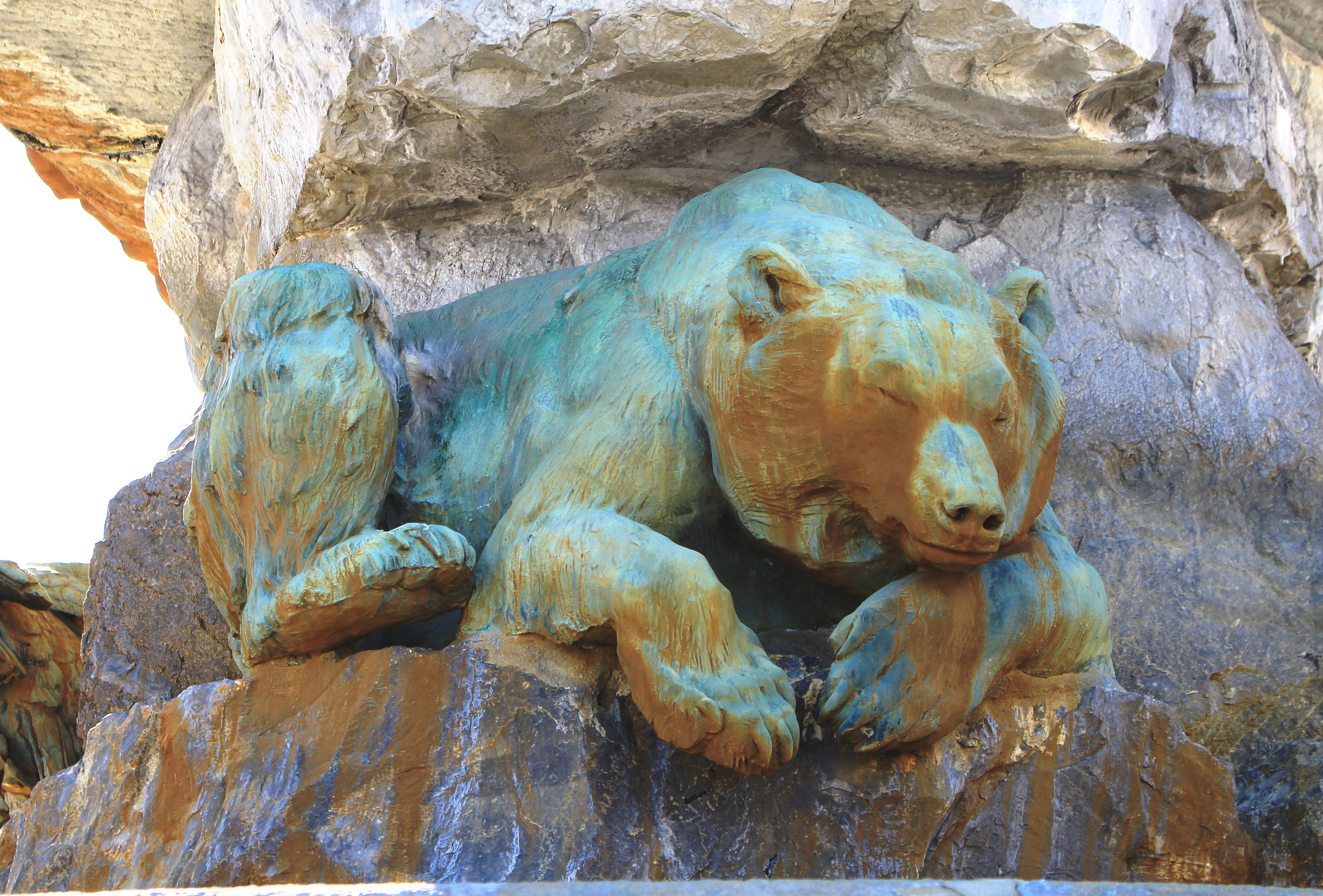
L'ours.
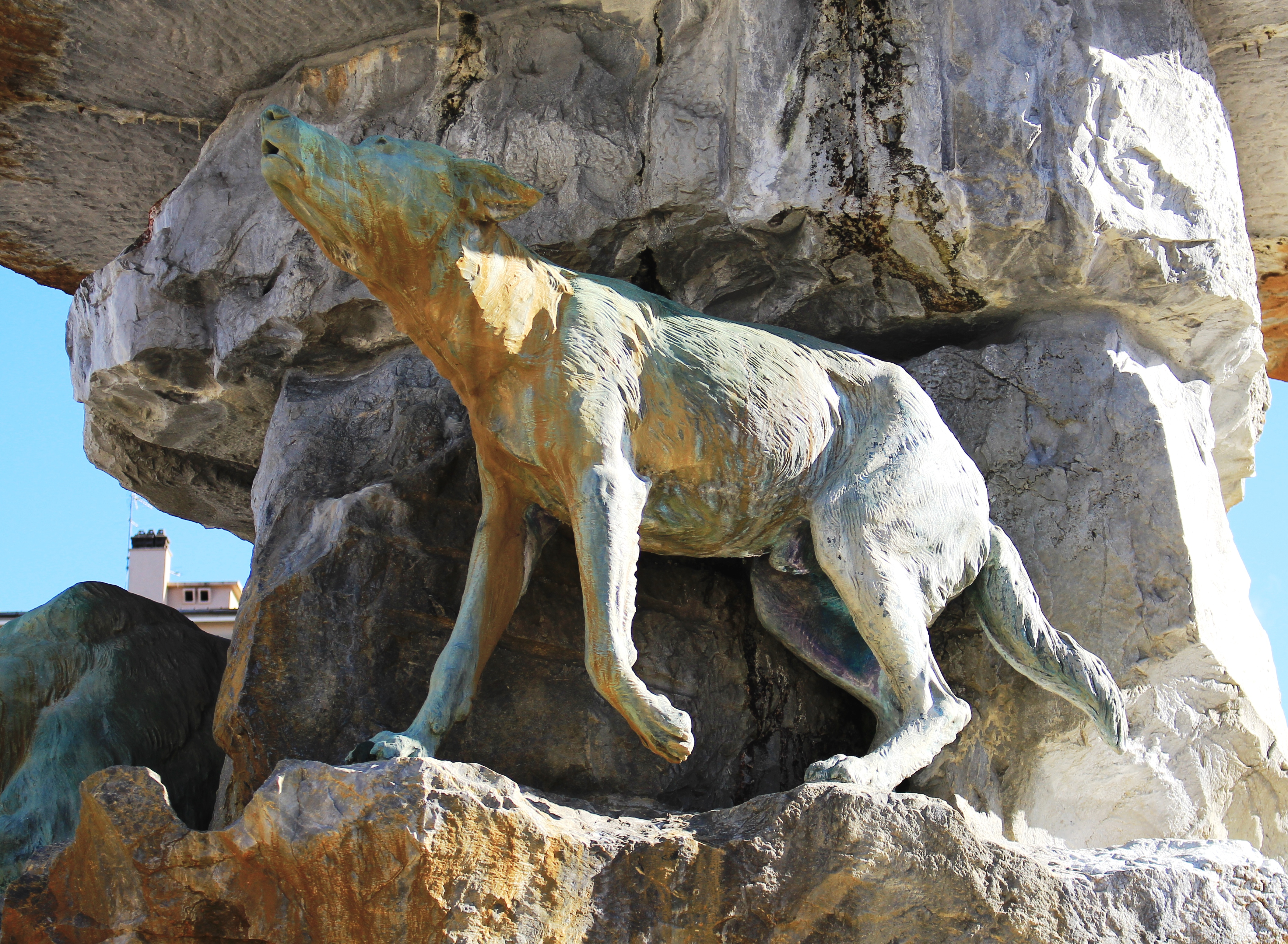
Le loup.
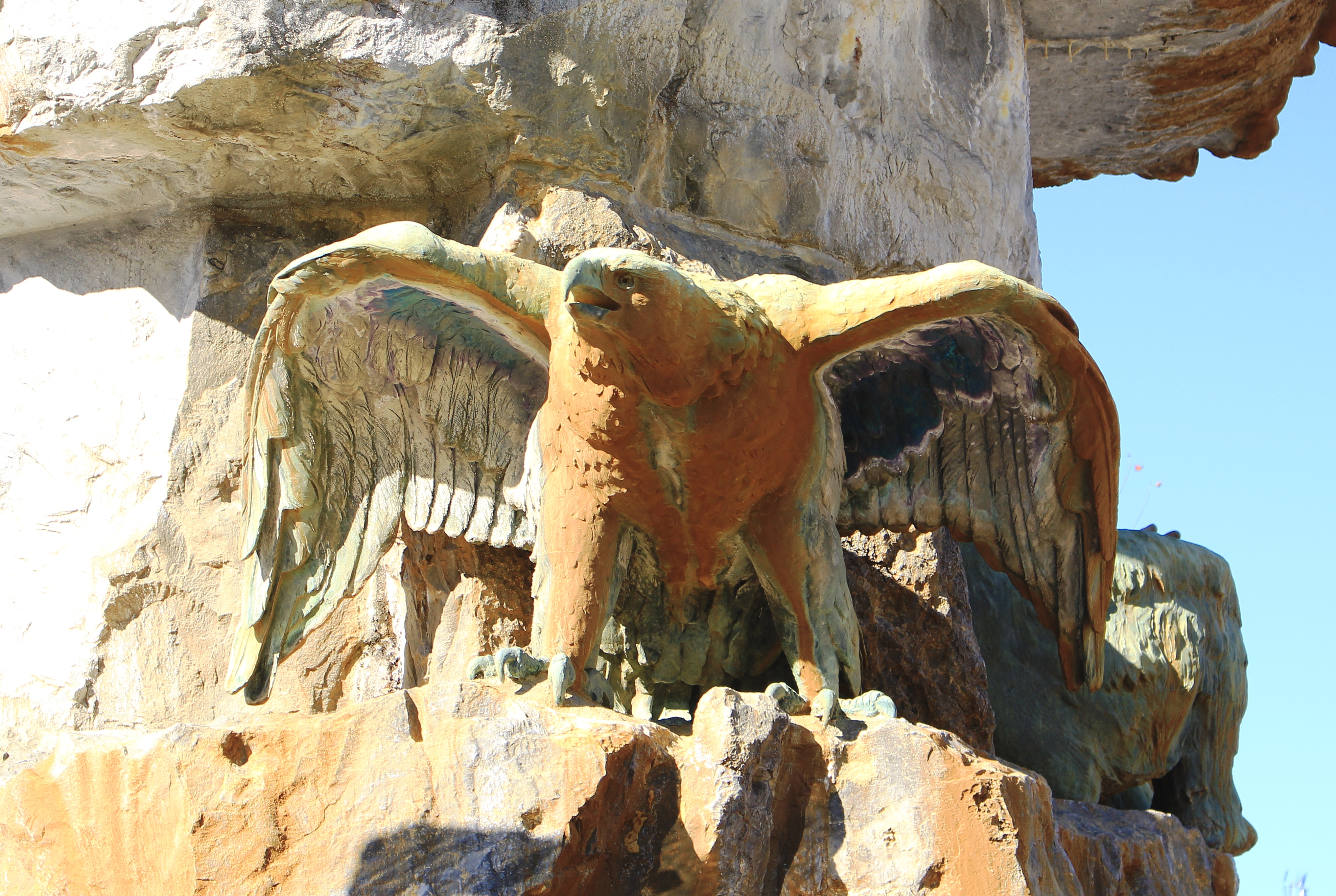
L'aigle.

Sélection de vues des torrents.
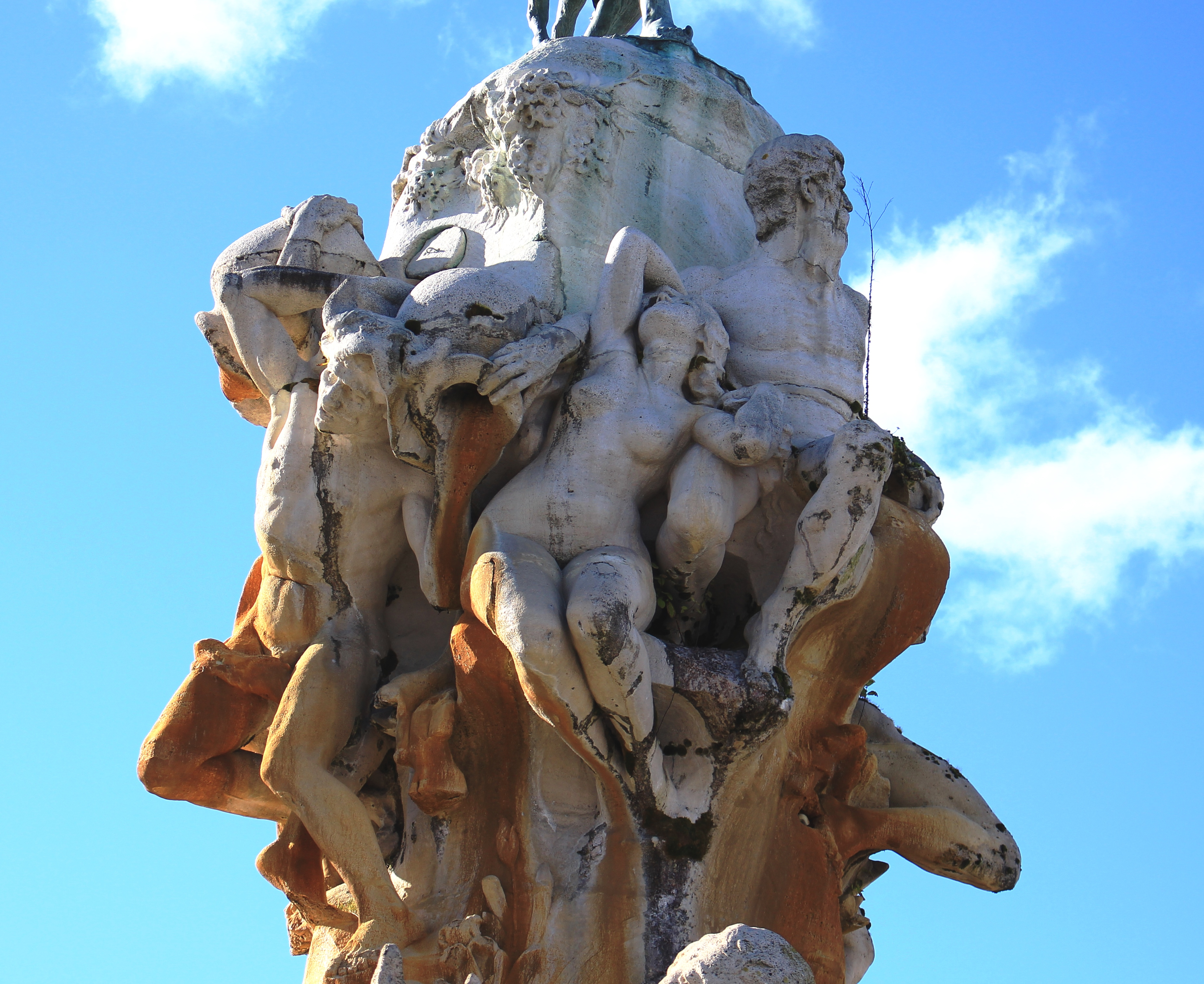
Les torrents.
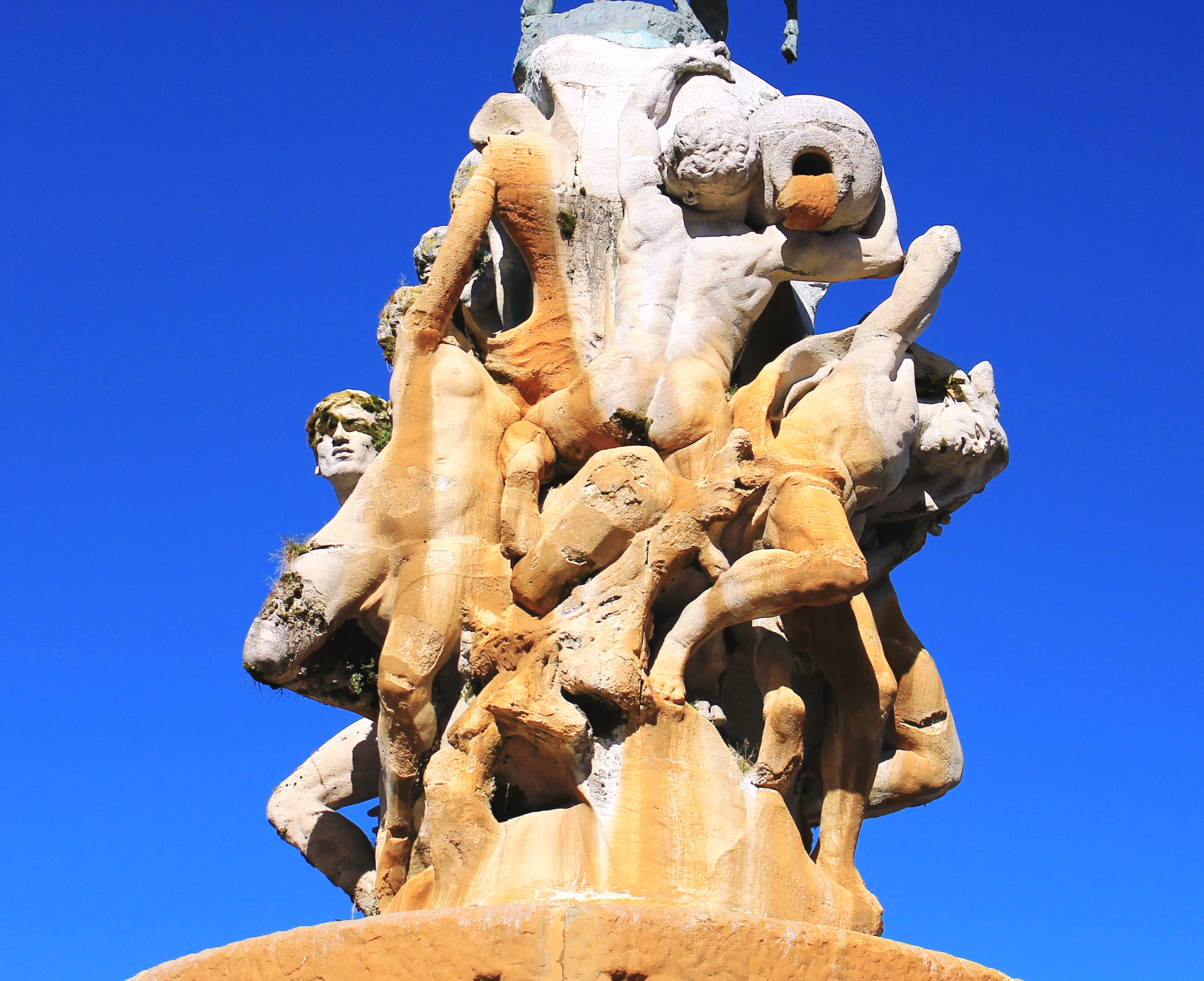
Les torrents.
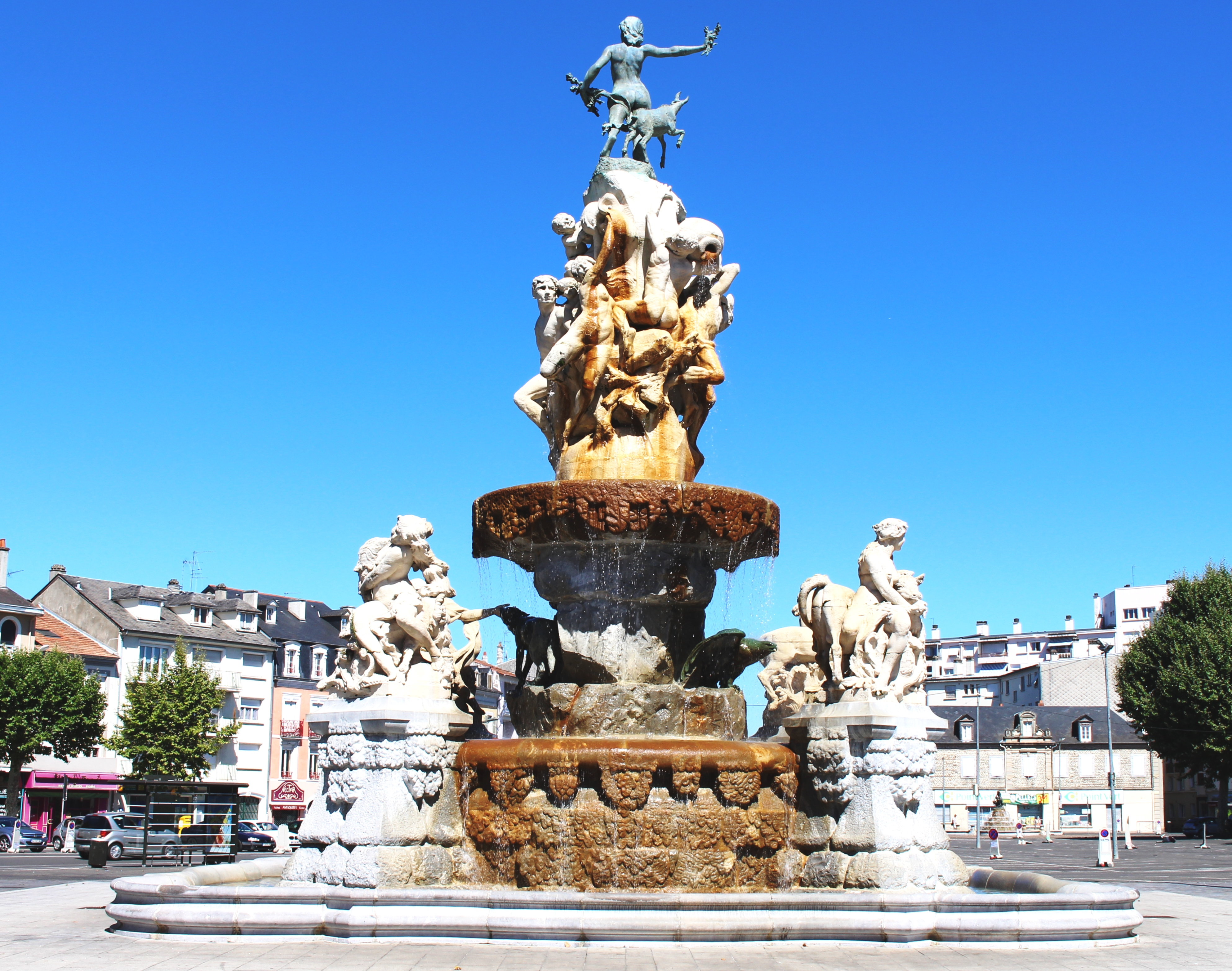
Vue.